# 高级长期威胁
（缩写：APT），又称高级持续性威胁、先进持续性威胁等，是指隐匿而持久的电脑入侵过程，通常由某些人员精心策划，针对特定的目标。其通常是出于商业或政治动机，针对特定组织或国家，并要求在长时间内保持高隐蔽性。高级长期威胁包含三个要素：高级、长期、威胁。高级强调的是使用复杂精密的恶意软件及技术以利用系统中的漏洞。长期暗指某个外部力量会持续监控特定目标，并从其获取数据。威胁则指人为参与策划的攻击。
APT发起方，如政府，通常具备持久而有效地针对特定主体的能力及意图。此术语一般指网络威胁，尤其是指使用众多情报收集技术来获取敏感信息的网络间谍活动，但也适用于传统的间谍活动之类的威胁。其他攻击面包括受感染的媒介、入侵供应链、社会工程学。个人，如个人黑客，通常不被称作APT，因为即使个人有意攻击特定目标，他们也通常不具备高级和长期这两个条件。

## 历史
2005年时，英国及美国的一些计算机应急响应组织发布报告，提醒人们注意某些针对性的钓鱼电子邮件会释放木马，外泄敏感信息，但「APT」一词还未被使用。普遍认为「高级长期威胁」这个术语是在2006年由美国空军创造，而格雷格·拉特雷上校一般被认为是该术语的发明人。
震网蠕虫是APT的一个例子，此蠕虫专门针对伊朗核设施的电脑硬件。此事件中，伊朗政府可能就把震网蠕虫的创造者视为一个高级长期威胁。
在计算机安全社群及媒体中，此术语常指针对政府、公司、政治活跃分子的长期而复杂的黑客攻击，也指发起这些攻击幕后团体的活動特徵。日趋频繁的高级长期威胁（APT）可能会逐渐只用于指代计算机黑客入侵。据《PC World》杂志统计，从2010年到2011年，针对性的高级电脑黑客攻击增长了81%。
对于APT的一个常见误解是，APT仅仅针对西方政府。虽然针对西方政府的APT事件在西方广为流传，但许多国家的黑客也会通过网络空间收集个人或一群个人的情报。美国网战司令部负责协调美国军方对网络攻击作出的响应。
有说法称一些APT团体直属于或受雇于民族国家。
掌握大量可辨识的个人身份信息的行业极有可能遭受高级长期威胁，如：
- 高等教育[15]
- 金融机构

## 术语
APT并无准确定义，但总体可归纳如下：
- 高级：威胁的幕后操纵者对情报收集技术有着全面的掌控能力。其中可包括电脑入侵技术和传统情报收集技术（如电话监听技术、卫星成像技术）。攻击中使用的各个组件本身可能并不能算特别「高级」（例如，利用公开的恶意软件生成工具生成的恶意软件，或是一些容易获得的漏洞利用材料），但是操纵者往往可以按需开发出更高级的工具。他们一般会使用多种针对方式、工具和技术以入侵目标，并保持访问权限。操纵者也可能会特别注意行动中的安全，这一点和「不那么高级」的威胁有所不同。
- 长期：操纵者注重一个特定的任务，而不是盲目搜寻信息。这一区别暗示攻击者受到外部力量指示。为了达到预定目的，攻击者会持续监控目标，并做出反应。这并不表示攻击者会经常发动攻击、频繁更新恶意软件。事实上，「放长线」的方法会更为成功。如果操纵者失去了对目标的访问权，他们一般会重新尝试入侵，也往往会成功。操纵者的目的之一就是对目标保有长期的访问权，而不是一次性的访问权。
- 威胁：APT之所以成为威胁，是因为发起方既有此能力，又有此意图。APT攻击是由一群有组织的人发起的。操纵者有特定的目标，且技术精湛、资金雄厚。

## 特点
Bodmer、Kilger、Carpenter和Jones的研究将APT的标准定义如下：
- 目标 – 威胁的最终目标，即你的对手
- 时间 – 调查、入侵所花的时间
- 资源 – 所涉及的知识面及工具（技能和方法也有所影响）
- 风险承受能力 – 威胁能在多大程度上不被发觉
- 技能与方法 – 所使用的工具及技术
- 行动 – 威胁中采取的具体行动
- 攻击源头 – 攻击来源的数量
- 牵涉数量 – 牵涉到多少内部或外部系统，多少人的系统具有不同重要性
- 信息来源 – 是否能通过收集在线信息识别出某个威胁

趨勢科技定義APT基本要素與特點如下：
- 基於經濟或競爭優勢
- 時間長期、持續、多個階段的攻擊
- 目標針對特定公司、組織或平台
- 多元攻擊方式包括假冒信件、現成與客製化惡意軟體、遠端控制工具、將機密敏感資料外傳[18][19][20]

## 生命周期
APT的幕后黑手会对组织团体的金融财产、知识产权及名誉造成持续变化的威胁，其过程如下：
1. 因一个目标开始盯上特定组织团体
2. 试图入侵到其环境中（如发送钓鱼邮件）
3. 利用入侵的系统来访问目标网络
4. 部署实现攻击目标所用的相关工具
5. 隐藏踪迹以便将来访问

2013年，美国网络安全公司麦迪安（Mandiant）发布了关于2004至2013年间疑似来源于中国的APT攻击的研究结果，其中的生命周期与上述相似：
- 初始入侵 – 使用社会工程学、钓鱼式攻击、零日攻击，通过邮件进行。在受害者常去的网站上植入恶意软件（挂马）也是一种常用的方法。
- 站稳脚跟 – 在受害者的网络中植入远程访问工具，打开网络后门，实现隐蔽访问。
- 提升特权 – 通过利用漏洞及破解密码，获取受害者电脑的管理员特权，并可能试图获取Windows域（英语：Windows domain）管理员特权。
- 内部勘查 – 收集周遭设施、安全信任关系、域（英语：Windows domain）结构的信息。
- 横向发展 – 将控制权扩展到其他工作站、服务器及设施，收集数据。
- 保持现状 – 确保继续掌控之前获取到的访问权限和凭据。
- 任务完成 – 从受害者的网络中传出窃取到的数据。

麦迪安所分析的这起入侵事件中，攻击者对受害者的网络保有控制权的平均时间为一年，最长时间为五年。 此次渗透攻击据称是位于上海的中国人民解放军61398部队所为。中国官方否认参与了这些攻击。

## 缓解策略
恶意软件的变种数以千万计，因此要保护组织团体免于APT攻击极为困难。虽然APT活动十分隐蔽，但与APT相关的命令与控制网络流量却可以在网络层由精密的方法检测。深入的日志分析和比对有助于检测APT活动。尽管要从正常流量中分离出异常流量有一定难度，但这一工作可以借助完善的日志分析工具来完成，以便安全专家调查异常流量。

### 終端使用者
- 不隨意開啟未知來源的郵件附加檔案
- 安裝已知品牌軟體，定期系統更新，安裝掃描病毒軟體並定期掃毒

### 企業資訊人員
- 建立監控軟體，尋找是否有可疑終端電腦或裝置
- 使用多層次資安防禦軟體，加強防護縱深
- 訂立企業內部敏感資訊的監控與存取政策
- 教育員工關於社交工程的資訊安全意識[19]

## 相关组织

### 中国
自习近平于2012年出任中共中央总书记以来，国家安全部（MSS）在网络间谍活动方面获得了比解放军更大的职责，目前负责监督各种高级持续性威胁组织。据安全研究员蒂莫·斯特芬斯（Timo Steffens）称，中国的“高级持续性威胁”（APT）组织利用来自从私有或公共机构到个体（包括和政府有承包项目的小公司和黑客组织）的技能。
- APT1是中國人民解放軍61398部隊。
- APT2是中国人民解放军61486部队。
- APT3（又名Boyusec）是中国国家安全部广东省国家安全厅。[26]
- APT10（又名Red Apollo），是中国国家安全部天津市国家安全局。
- APT12（又名Numbered Panda）是解放军所属身份不明组织。
- APT17（又名DeputyDog）是中国政府所属身份不明单位。[27]
- APT18（又名Dynamite Panda或Scandium）是解放军海军所属部队之一。[28]
- APT19（又名Deep Panda或C0d0so0 Team）是中国政府所属身份不明单位。
- APT20（又名Violin Panda或Wocao）是中国政府所属身份不明单位。[29][30]
- APT22（又名Suckfly）是中国政府所属身份不明单位。
- APT26（又名Turbine Panda）是中国国家安全部江苏省国家安全厅。
- APT27（又名Emissary Panda）是中国政府所属身份不明单位。[31]
- APT30（又名Naikon）是中国人民解放军78020部队。
- APT31（又名Zirconium或Hurricane Panda）是中国国家安全部湖北省国家安全厅。[32][33][34][35]
- APT40 是中国国家安全部海南省国家安全厅。
  - Hafnium与APT40密切相关。[36][37][38]
- APT41（又名Double Dragon、Winnti Group或Barium）是中国国家安全部所属单位之一，位于中国成都。[39][40][41][42][28]
- LightBasin[43][44]（又名UNC1945）。
- Dragonbridge。[45]
- Tropic Trooper。[46][47]
- Volt Typhoon。[48]
- Flax Typhoon。[49]
- Charcoal Typhoon（又名CHROMIUM）。[50][51]
- Salmon Typhoon（又名SODIUM）。[50][51]
- 盐台风（Salt Typhoon，又名GhostEmperor或FamousSparrow）。[52][53]
- Liminal Panda。[54]
- MirrorFace。[55]
- Mustang Panda。[56]

### 伊朗
- Charming Kitten（又名APT35）
- Elfin Team（又名APT33）
- Helix Kitten（又名APT34）
- Pioneer Kitten[57]
- Remix Kitten（又名APT39，ITG07，或Chafer）[58][59]

### 北朝鲜
- Kimsuky
- Lazarus组织（又名APT38）
- Ricochet Chollima（又名APT37）

### 俄罗斯
- Berserk Bear
- Cozy Bear（又名APT29）
- Fancy Bear（又名APT28）
- FIN7
- Gamaredon[60]（又名Primitive Bear）[a]
- Sandworm
- Venomous Bear[63]

### 土耳其
- StrongPity （又名APT-C-41或PROMETHIUM）[64]

### 美国
- 方程式组织[65]

### 乌兹别克斯坦
- SandCat，据卡巴斯基称与其国家安全部门有关联。[66]

### 越南
- OceanLotus (又名APT32）[67][68]

## 注
1. ↑  自 2013 年以来一直活跃的 Gamaredon 与大多数 APT 不同，它广泛针对全球所有用户（此外还关注某些受害者，特别是乌克兰组织[61]）并且似乎为其他 APT 提供服务。[62] 例如，InvisiMole威胁组织攻击了 Gamaredon 先前入侵并提取指纹的选定系统。[61]

## 延伸阅读
- http://www.theregister.co.uk/2013/03/01/post_cryptography_security_shamir （页面存档备份，存于）
- Gartner: Strategies for Dealing With Advanced Targeted Attacks （页面存档备份，存于）
- APT Malware notes sorted by year （页面存档备份，存于）